# Torneio Brasileiro de Seleções de Showbol
O Torneio Brasileiro de Seleções de Showbol é uma competição da modalidade showbol que reúne seleções de estados tradicionais do futebol de campo brasileiro. Teve sua primeira edição sendo realizada em 2011.

## Artilheiros
| Ano  | Artilheiro           | Clube                  | Gols |   |
| ---- | -------------------- | ---------------------- | ---- | - |
| 2011 | Djalminha            | Rio de Janeiro         | 9    |   |
| 2011 | Djalminha e Cleysson | Rio de Janeiro e Ceará | 9    | 8 |